# فردریک استانگ
فردریک استانگ (نروژی: Frederik Stang) زاده ۴ مارس ۱۸۰۸م، در وستفولد؛ و درگذشته به تاریخ ۸ ژوئن ۱۸۸۴م، در سن ۷۶ سالگی در
بروم، نروژ، یک وکیل و سیاستمدار نروژی بود.
 فردریک استانگ، اولین رئیس دولت در نروژ بود که به وی عنوان رسمی  نخست‌وزیر، تعلق گرفت.

## پیشینه
فردریک استانگ، در وستفولد، به دنیا آمد. در مدرسه کلیسای جامع برگن، تحصیل کرد؛ و در سال ۱۸۲۸م، در رشته حقوق فارغ‌التحصیل شد. یک سال بعد، در ۱۸۲۹م، به وی عنوان استاد تعلق گرفت. سپس از سال ۱۸۳۱ تا ۱۸۳۵م، در دانشگاه اسلو به تدریس حقوق پرداخت. همچنین وی در سالهای بعدی، به صورت گسترده، به شغل وکالت مشغول بود و به عنوان یکی از برجسته‌ترین وکلای زمان خود، در نروژ شناخته می‌شد.
در سال ۱۸۴۵م، فردریک استانگ، در مقام وزیر به هیئت دولت پیوست. سال بعد، ۱۸۴۶م، در مقام وزیر در وزارت خانه جدید  امور داخلی، به اصلاحات گسترده‌ای در جهت آزادی بیشتر در امور اقتصادی و مناسبات بازار اقدام  کرد. وی کوشش زیادی انجام داد تا سطح فعالیت کشاورزی، صنعتی و ارتباطات، ارتقاء پیدا کند. در زمان خود، استانگ، یکی از سرشناس‌ترین سخن گویان حامی تجارت آزاد در نروژ بود. اما در سال ۱۸۵۶م، به علت بیماری مجبور به کناره‌گیری از مقام خود در دولت وقت شد.
در سال ۱۸۶۱م، به دنبال بحرانی که در هیئت وزیران رخ داد، بار دیگر فردریک استانگ، به پذیرش مسئولیت دولتی دعوت شد و به عنوان رئیس وزارت حسابرسی و سرپرست هیئت دولت مشغول به کار شد. در سال ۱۸۷۳م، به دنبال برچیده شدن فرمانداری‌ها و لغو عنوان فرماندار، برای اولین بار در تاریخ نروژ، عنوان نخست‌وزیر به وی داده شد.
در هنگام شدت اختلافات سیاسی در مورد حدود قانونی قدرت پادشاه، فردریک استانگ، همواره در نقش حامی حقوق پادشاه ظاهر شده‌است. از جمله وی از سرپیچی پادشاه در اجرای مصوبهٔ مجلس، مبنی بر قطع دسترسی وزراء به مجلس حمایت نمود و از حق پادشاه در  وتوی مصوبات قانون اساسی دفاع کرد. 
فردریک استانگ، نیروی محرک گسترش سازمانهای دولتی و توسعه مادی در نروژ در اواسط قرن نوزدهم بود. اما مبارزه او برای حفظ توزیع قدرت، منجر به یک مبارزه سیاسی تلخ شد که در سال‌های پایانی عمرش بر تلاش‌های وی در خدمت به کشورش، نروژ، سایه افکند. فردریک استانگ، در سال ۱۸۸۰م، از مقام نخست‌وزیری استعفاء داد.